# Kriegerdenkmal Ziemendorf
Das Kriegerdenkmal Ziemendorf ist ein denkmalgeschütztes Kriegerdenkmal im Ortsteil Ziemendorf der Gemeinde Arendsee in Sachsen-Anhalt. Im örtlichen Denkmalverzeichnis ist das Kriegerdenkmal unter der Erfassungsnummer 094 61106 als Kleindenkmal verzeichnet.

## Allgemeines
Das Denkmal auf dem Friedhof nördlich des Ortes, neben der L 1 gedenkt an die gefallenen Soldaten des Ersten Weltkriegs. Bei dem Denkmal handelt es sich um eine aufgestellte Granitplatte auf einem Sockel. Die Granitplatte enthält eine Inschrift und die Namen der Gefallenen.
Eine Gedenktafel mit den Namen und Porträts der Gefallenen befindet sich in der Dorfkirche Ziemendorf sowie auch die Ehrenliste.